# Louriza Tronco

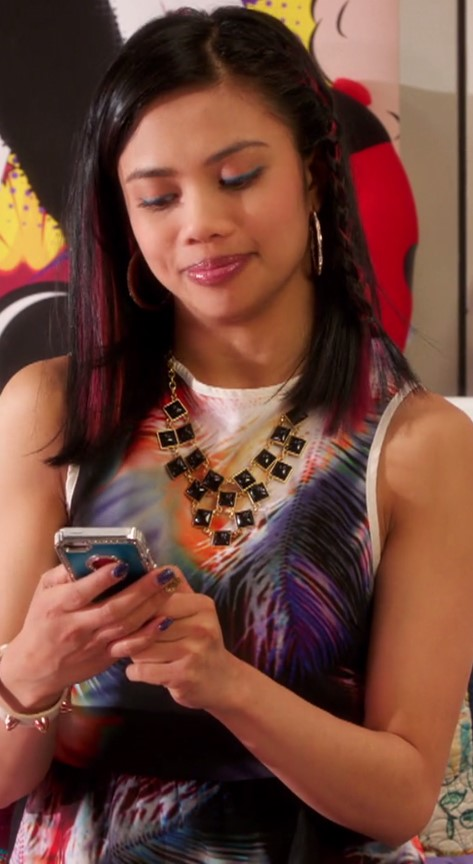
Louriza Tronco, 2019

Louriza „Lo“ Tronco (* 21. Oktober 1993 in Winnipeg, Manitoba) ist eine kanadische Theater- und Filmschauspielerin. Sie ist vor allem bekannt durch ihre Charakterdarstellung der Jodi Mappa in der Fernsehserie Make It Pop. Neuere Bekanntheit erlangte sie durch das Mitwirken in den Filmen Mystery 101 und Mystery 101 – Playing Dead sowie von 2019 bis 2020 in der Fernsehserie The Order.

## Leben
Troncos Eltern stammten beide von den Philippinen und siedelten als Twens nach Kanada über. Sie hatte mit acht Jahren ihren ersten professionellen Theaterauftritt in dem Stück Joseph and the Amazing Technicolor Dreamcoat. Sie sammelte schauspielerische Erfahrungen im Musiktheater, wechselte dann aber zum Filmschauspiel. Nach dem Abschluss an einer High School besuchte sie das Canadian College of Performing Arts in Victoria, British Columbia.
Ihr Schauspieldebüt gab sie 2013 in einer Episode der Fernsehserie Cult. Von da an war sie in verschiedenen kanadischen und US-amerikanischen Fernsehserien zu sehen. Von 2015 bis 2016 verkörperte sie in 42 Episoden der Fernsehserie Make It Pop die Hauptrolle der Jodi Mappa. 2019 war sie in den Fernsehfilmen Mystery 101 und Mystery 101 – Playing Dead in der Rolle der Lacey Daniels zu sehen. Seit demselben Jahr ist sie als Gabrielle Dupres in der Fernsehserie The Order, seit der zweiten Staffel als Hauptrolle, zu sehen. Im November 2020 wurde die Serie nach zwei Staffeln eingestellt.

## Filmografie
- 2013: Cult (Fernsehserie, Episode 1x03)
- 2014: Ferngesteuert (Zapped) (Fernsehfilm)
- 2014: The Unauthorized Saved by the Bell Story (Fernsehfilm)
- 2014: My Boyfriends' Dogs (Fernsehfilm)
- 2014: Nachts im Museum: Das geheimnisvolle Grabmal (Night at the Museum: Secret of the Tomb)
- 2015: My Life as a Dead Girl (Fernsehfilm)
- 2015: Badge of Honor
- 2015: Detective McLean (Fernsehserie, Episode 1x04)
- 2015–2016: Make It Pop (Fernsehserie, 42 Episoden)
- 2016: Das Königreich der Anderen (The Other Kingdom) (Fernsehserie, Episode 1x13)
- 2017: Spiral (Fernsehserie, 7 Episoden)
- 2017: Supergirl (Fernsehserie, Episode 3x03)
- 2018: Rachel (Fernsehserie, Episode 1x01)
- 2018: No One Would Tell (Fernsehfilm)
- 2018: Road to Christmas (Fernsehfilm)
- 2019: Mystery 101 (Fernsehfilm)
- 2019: Mystery 101 – Playing Dead (Fernsehfilm)
- 2019: Recess: Third Street (Kurzfilm)
- 2019–2020: The Order (Fernsehserie, 19 Episoden)
- 2022: Love Classified (Fernsehfilm)
- 2022: The Imperfects (Fernsehserie, Episode 1x03)
- 2024: Private Princess Christmas (Fernsehfilm)
- seit 2025: Watson (Fernsehserie)